# Carter (TV-serie)
Carter är en kanadensisk kriminaldramaserie som hade premiär den 15 maj 2018 är skapad av Garry Campbell. Seriens andra, och avslutande, säsong hade premiär i oktober 2019.

## Handling
Serien handlar om skådespelaren Harley Carter som efter ett sammanbrott återvänder till sin hemstad. Där får han använda all sin erfarenhet som skådis för att bli det han alltid drömt om: en riktig detektiv.

## Rollista (i urval)
- Jerry O'Connell - Harley Carter
- Sydney Tamiia Poitier - Sam Shaw
- Kristian Bruun - Dave Leigh
- Brenda Kamino - Dot Yasuda
- Lyriq Bent - Joyce Boyle
- Denis Akiyama - Koji Yasuda
- Varun Saranga - Vijay Gill